# Korne (rivier)
De Korne is een kleine rivier in de Betuwe in de Nederlandse provincie Gelderland en is een zijtak van de Linge. De Korne stroomt van Buren naar Buurmalsen. Ten noorden van Buren is de Korne niet meer als aparte rivier herkenbaar, maar is het onderdeel geworden van diverse weteringen (waaronder de Mauriksche Wetering). Ongeveer 2,5 km stroomafwaarts van Buren komt de Korne samen met de Linge.
Vroeger werd de Korne veel gebruikt voor het vervoer van vooral agrarische producten, maar doordat er niet meer werd gebaggerd was de Korne niet meer bevaarbaar voor vrachtschepen. Eind 2009 werd er gestart met uitbaggeren van het traject Buren tot de Linge en dit werk was in het voorjaar van 2010 afgerond. Hierdoor is het mogelijk om met pleziervaartuigen weer naar Buren te varen. Er zijn plannen geopperd om de Mauriksche Wetering door middel van een sluis met het Amsterdam-Rijnkanaal te verbinden, waardoor het mogelijk wordt om vanaf de Linge en de Korne het kanaal te bereiken.